# Nöttja församling
Nöttja församling var en församling i Sunnerbo kontrakt i Växjö stift och i Ljungby kommun i Kronobergs län. Församlingen uppgick 2006 i Södra Ljunga församling.
Församlingskyrka var Nöttja kyrka.

## Administrativ historik
Församlingen har medeltida ursprung.
Församlingen var till 1992 annexförsamling i pastoratet Annerstad, Nöttja och Torpa som 1962 utökades med Angelstads församling. Från 1992 var den annexförsamling i pastoratet Södra Ljunga, Hamneda, Kånna och Nöttja.Församlingen uppgick 2006 i Södra Ljunga församling.
Församlingskod var 078113.